# Gymnopileae
Tribu

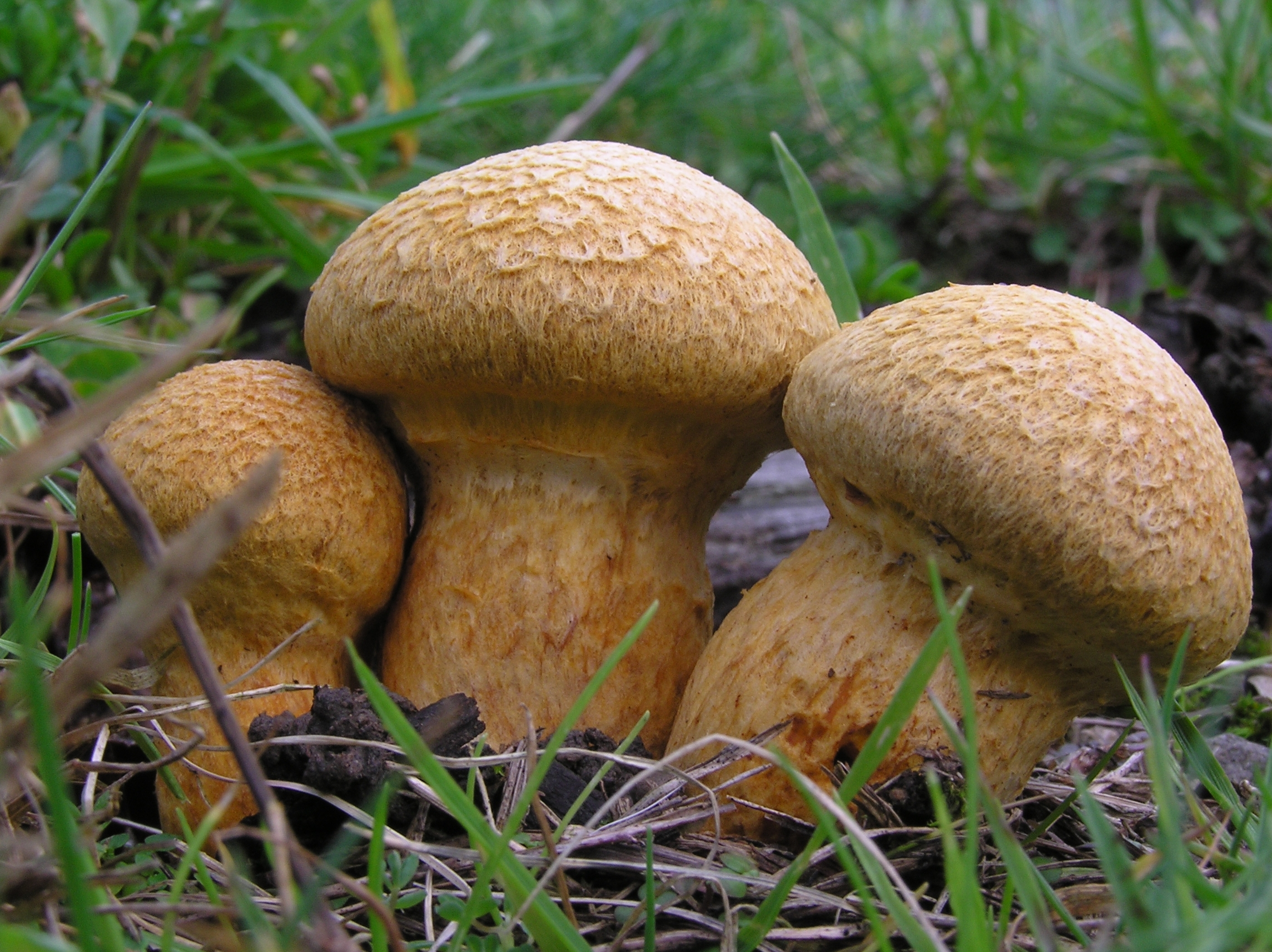
Gymnopilus junionus, Nouvelle Zeelande

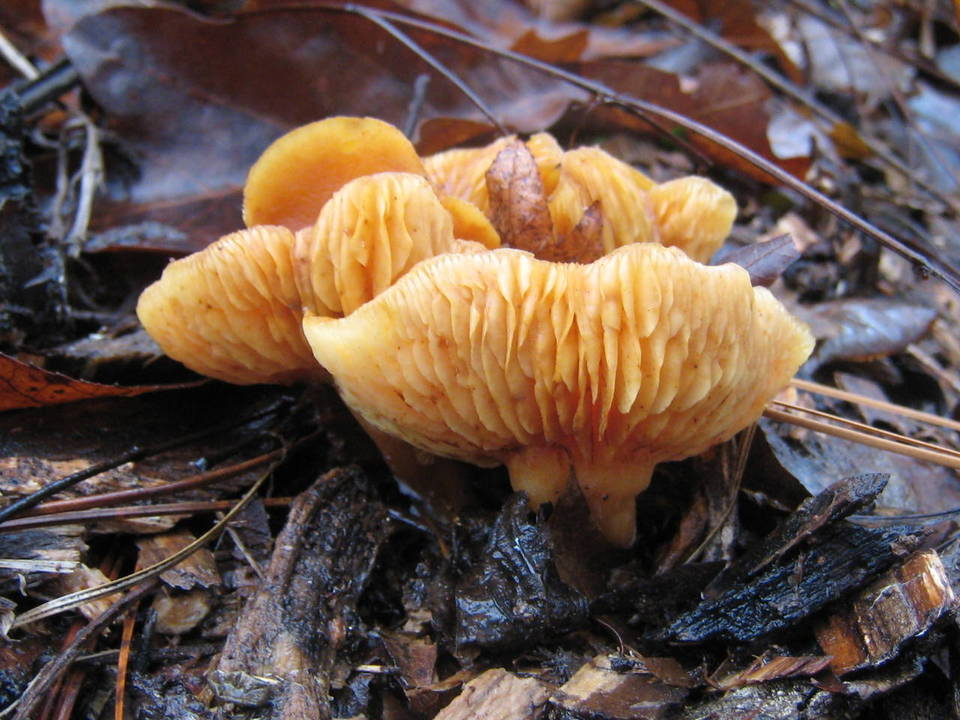
Gymnopilus sapineus

Les Gymnopileae sont une tribu de champignons de la famille des Cortinariaceae, de l'ordre des Agaricales. Elle ne comporterait qu'un genre : Gymnopilus.

## Principaux genres
- Gymnopilus